# Cercopithecini
A Cercopithecini a cerkófmajomformák egyik nemzetsége a Papionini mellett. 5 neme és 37 faja van. Mindegyik faja a Szubszaharai Afrikában él. Orruk rövid, farkuk hosszú. Nemi dimorfizmus mérsékelt. Lábaik hosszabbak mint a karjaik. Elsősorban a fákon élnek. Csapatokban élnek ahol gyakran egy hím van. A csapatok territóriumban élnek amit elsősorban a nőstények védenek. Mindenevők , elsősorban gyümölcsevők, de leveleket, és egyéb növényi részeket, valamint rovarokat is fogyasztanak.

## Osztályozás
- Család cerkóffélék
  - Alcsalád Cerkófmajomformák
    - Nemzetség Cercopithecini
      - Nem Allenopithecus - mocsári cerkóf
      - Nem Miopithecus
      - Nem Erythrocebus - huszármajom
      - Nem Chlorocebus
      - Nem Cercopithecus

    - Nemzetség Papionini